# Tony Liu
Tony Liu, auch Anthony Liu, (chinesisch 劉永 / 刘永, Pinyin Liú Yǒng, Jyutping Lau4 Wing5; * 7. Februar 1952 als 劉添爵 / 刘添爵,  Liú Tiānjué, Jyutping Lau4 Tim1zoek3 in Hongkong) ist ein chinesischer Schauspieler und Kampfkünstler.

## Leben
Liu wurde am 7. Februar 1952 in Hongkong als Sohn der Schauspielerin Man Lai (黎雯, 1916–83) und des Seglers Tao Liu (劉韜) geboren. Er hat fünf Schwestern und einen Bruder. Er wuchs in Kowloon City auf und besuchte die China Drama Academy. Bereits als Kind besuchte er mit seiner Mutter verschiedene Filmsets und erlebte so die Filmproduktion hautnah. In der Grundschule meldete ihn seine Mutter für mehrere außerschulische Aktivitäten an. So besuchte er morgens den Unterricht an der Bishop Ford Memorial School und nachmittags sowie abends den Englischunterricht an der St. Paul und Pui Ching English School. Nach dieser Zeit schloss er sich der Tang-King-Po-Schule an.
Er war zwischen 1983 und 1984 mit der taiwanischen Schauspielerin Liang Chun Tai (* 1963) verheiratet. Aufgrund schwerer körperlicher Gewalt gegen Tai wurde er zu einer zweieinhalbjährigen Haftstrafe und einer Zahlung von 6 Millionen TWD verurteilt. Er entging seiner Haftstrafe mit dem Umzug nach Hongkong. 1992 heiratete er die Hongkonger Schauspielerin und Miss Asia 1985, Eva Lai (* 1964), mit der er zwei Kinder zeugte. Aufgrund häuslicher Gewalt lebte das Paar ab 2000 getrennt, 2004 wurde die Ehe geschieden. 2007 heiratete er die 30 Jahre jüngere Chinesin Li Yan. 2019 ließ sich das Paar scheiden. Sie haben zwei gemeinsame Kinder.
Er pflegte Freundschaften zu Bruce Lee und Lam Ching-ying. Genau wie diese praktiziert er Kung Fu. Er trägt außerdem jeweils den 3. Dan in Jiu Jitsu, Gōjū-Ryū und Hapkido.

## Karriere
1971 gab Liu sein Schauspieldebüt im Film The Comet Strikes. In den nächsten Jahren folgten fast ausschließlich Filmrollen in den sogenannten Martial-Arts-Filmen, zumeist mit Bruce Lee in der Hauptrolle. Dabei halfen ihn seine Kenntnisse in verschiedenen Kampfsportarten, um die Darbietung möglichst realistisch wirken zu lassen. Er spielte jedes Jahr in mehreren Filmen mit und war unter anderen 1977 in dem Film Die Todesengel des Kung Fu in der Rolle des Li zu sehen. Auch in den 1980er Jahren konnte er regelmäßig Rollen in verschiedenen Filmrollen ergattern und spielte nun auch in anderen Genres. Auch aufgrund privater Gründe pausierte er ab 1987 bis Mitte der 1990er Jahre als Filmschauspieler. Ab 1995 wurde er in den Credits vermehrt als Antony Lau genannt. Zwischen 2020 und 2021 trat er in der Animationsserie Die Waldtruppe als Synchronsprecher in Erscheinung.

## Filmografie (Auswahl)

### Schauspiel
- 1971: The Comet Strikes (Gui liu xing)
- 1971: Bruce Lee – Die Todesfaust des Cheng Li (Tongsaan daaihing)
- 1972: Bruce Lee – Todesgrüße aus Shanghai (Zingmou Mun)
- 1972: Die Todeskralle schlägt wieder zu (Meng long guo jiang)
- 1973: Ma lu xiao ying xiong
- 1973: Henan Do Not Bend
- 1973: Der Mann mit der Todeskralle (Lung Zang Fu Dau)
- 1973: Hei ye guai ke
- 1973: Bruce Lee – Der brüllende Tiger (Shuang quan do)
- 1974: Qi sheng quan wang
- 1974: Dynamite Brothers
- 1974: Chuo tou zhuang yuan
- 1974: Yu chao
- 1975: Qu mo nu
- 1975: Xing mu shuang xing Xiang Gang tao jin ji
- 1975: Jiu ba nu lang
- 1975: Mang nu qi yuan
- 1976: Fei long zhan
- 1976: Qian Long huang qi yu ji
- 1976: Jiang hu zi di
- 1976: Bei Shao lin
- 1976: Der Tempel der Shaolin (Shao Lin si)
- 1977: Die Todesengel des Kung Fu (Qiao tan nu jiao wa)
- 1977: Hai jun tu ji dui
- 1977: Qian Long xia jiangnan
- 1977: Jue bu di tou
- 1977: Slum Fighters (Death Promise)
- 1977: Ming yue dao xue ye jian chou
- 1978: Xiu hua da dao
- 1978: Se yu sha ren kuang
- 1978: Die Rückkehr der gelben Höllenhunde (Bian fu chuan qi)
- 1978: Xiao shi yi lang
- 1978: Qian Long xia Yangzhou
- 1979: Long hu xiong di
- 1979: Ba wan zui ren
- 1980: Der Mann mit der Stahlkette (Cha chi nan fei)
- 1980: Qian Long huang yu san gu niang
- 1980: Yu chai meng
- 1981: Mo jian xia qing
- 1981: Xu lao hu yu bai gua fu
- 1981: Da hu ying lie
- 1981: Chin mun bat jeung
- 1981: Xie ying wu
- 1981: Liu Xiao Feng zhi jue zhan qian hou
- 1982: San shi nian xi shuo cong tou
- 1982: Gui ma shen tou
- 1982: Huan hua xi jian
- 1982: Chun Fang – Das blutige Geheimnis (Ren pi deng long)
- 1982: Qian Long huang qun chen dou zhi
- 1982: Qing chun 1000 ri
- 1982: Xie qi bian
- 1983: Yao hun
- 1983: The Lady Assassin (Qing gong qi shi lu)
- 1983: Feng shen jie
- 1983: Wu Song
- 1983: Tian can bian
- 1984: Bu yi shen xiang
- 1984: Jin yi wei
- 1984: Fung lau yuen gwai
- 1986: Chun chi wong (Miniserie)
- 1987: Poor Man's Orange (Miniserie, 2 Episoden)
- 1995: American Yakuza II (Kuang qing sha shou)
- 1995: Bian cheng xiao xiong
- 1999: Yi dai xiao xiong cao cao
- 2000: Nu nan jue
- 2001: You ling ren jian
- 2005: Ngor ah ma fat jai won
- 2007: Wu Seng
- 2007: Jiang nan ping kou ji
- 2009: Huoxian zhui xiong zhi Chongpo heimu (Fernsehfilm)
- 2010: Revenge: Sympathy for the Devil (Fuk sau che ji sei)
- 2011: Tracking Knights Phantom
- 2013: 7 Assassins
- 2013: Way of the Warrior (Jin Gang Wang: Si wang jiu shu)
- 2016: Ji Fei Gou Tiao
- 2016: Mrs K
- 2019: Fei fen shu nü
- 2019: Xiao Q

### Synchronsprecher
- 2020–2021: Die Waldtruppe (Wúdí Lù Zhànduì, Animationsserie, 2 Episoden)